# Підводні човни класу U-1
Підводні човни класу U-1 — тип підводних човнів Ц. К. військового флоту Австро-Угорщини періоду 1-ї світової війни. Вони були збудовані згідно з рішенням 1904 Австрійського Морського Технічного Комітету про необхідність розроблення проекту підводного човна, для чого бракувало досвіду австро-угорських спеціалістів. У січні 1906 було прийняте рішення про необхідність замовлення човнів у провідних іноземних компаній задля порівняння і вивчення їхніх конструкцій. До конкурсу зголосились компанії відомих американських інженерів Саймона Лейка, Джона Голланда та корабельні Germaniawerft концерну Фрідріха Круппа. Човни компанії Lake Torpedo Boat Company Саймона Лейка отримали позначення клас U-1. Човни Germaniawerft позначили клас U-3, а човни Джона Голланда U-5.
24 листопада 1906 уклали договір з компанією Lake Torpedo Boat Company з Бріджпорту штату Коннектикут на розробку проекту підводного човна, який мали збудувати на верфі морської бази Пули. У човнах реалізовувались патенти Саймона Лейка на приміщення для водолазівна носі човна, два висувні колеса для пересування по дну моря, гвинти з змінним кроком, чотири стерна занурення. Човен мав циліндричний корпус з баластними цистернами зовні його верхньої частини, баласт під кілем. Через таку конструкцію занурення тривало 14,5-8 хвилин та вимагало додаткових механічних помп. Привід складався з двох бензинових моторів і двох електричних. При довжині 30,5 м, ширині 4,8 м, осадці 3,9 м човен мав водотоннажність 252,9/233,4 т. Човен був озброєний 3 ТА (один на кормі) при 5 торпедах, 37 мм гарматою.
У липні 1907 заклали корпуси човнів, а 10 лютого 1909 спустили на воду U-1 та 3 квітня 1909 року U-2. Випробовування човнів тривало впродовж 1910 року. Виявились непридатними колеса для дна. Бензинові двигуни не забезпечували запланованої швидкості, а бензинові випари заповнювали внутрішній простір. Через це мотори визнали непридатними для застосування на військовому човні. Тому Lake Torpedo Boat Company заплатили за корпуси, озброєння човнів і за оренду бензинових моторів (4544 доларів на рік) до виготовлення дизелів компанією Maschinenfabrik Leobersdorf. Човни занурювались на 40 м і мали гарну маневреність, чим перевищували човни конкурентів. До складу флоту занесли U-1 у квітні та U-2 у червні 1911 року. їх використовували для навчання моряків. На початок війни обидва човни перебували на ремонті по встановленні дизельних моторів, для чого їхні корпуси збільшили на 28 см в довжину. При модернізації U-2 отримав нову рубку (1915). Після початку війни човни використовували для розвідки з баз у Трієсті і Пулі. У січні 1918 човни визнали морально застарілими і використовували для навчання на базі підводних човнів у Бріуни. після війни їх передали Італії, де їх до 1920 порізали на металобрухт.

### U-1
Човен заклали у липні 1907 у корабельні Пули, у лютому 1909 спустили на воду і після випробувань у квітні 1911 ввели до флоту. 13 січня 1914 човен випадково протаранив крейсер «Sankt Georg» у каналі Фасана, пошкодивши перископ. Влітку 1914 човен отримав дизельні мотори, нові акумулятори. До жовтня 1915 використовувався як навчальний човен, згодом виконував розвідувальні рейси до початку 1918 року. Протягом війни не атакував і не затопив жодного ворожого корабля.

### U-2
Човен заклали у липні 1907 на верфі Пули, спустили на воду у квітні 1909. Після випробувань у червні 1911 ввели до складу флоту. Влітку 1914 отримав дизельні мотори і нові акумулятори. До 1918 виходив у розвідувальні рейси з бази у Трієсті. За період війни не затопив жодного ворожого корабля.